# Neferkamin I
Neferkamin was een farao van de 7e dynastie van de Egyptische oudheid.

## Biografie
Van deze koning is zeer weinig bekend. Zijn naam komt voor in de Koningslijst van Abydos. Er is een gouden tablet gevonden met de naam sneferka, deze ligt in het British Museum. De overeenkomst tussen het teken voor de god Min en het teken voor de S verschillen niet zo veel van elkaar. Het zou weleens dezelfde farao kunnen zijn.